# سیکلیندول
سیکلیندول (INN; WIN-27,147-2)، یک داروی ضدروان پریشی با ساختار سه‌حلقه‌ای است که هرگز به بازار عرضه نشد.

## سنتز

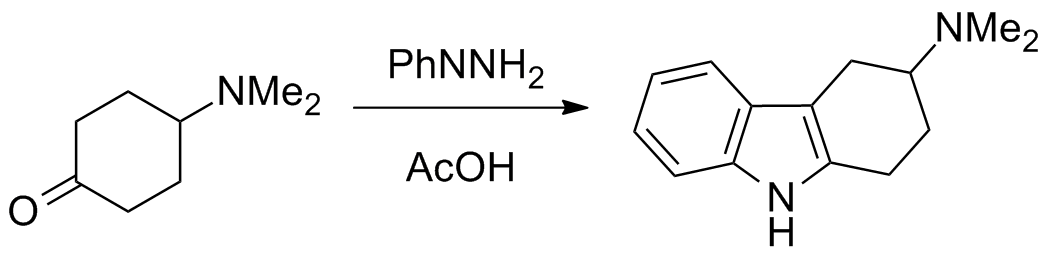
سنتز سیکلیندول: آرام مرادیان؛ Sterling Drug Inc.